# Elbe-Parey
Elbe-Parey település Németországban, azon belül Szász-Anhalt tartományban. Lakosainak száma 6358 fő (2023. december 31.).

## Népesség
A település népességének változása:
| Lakosok száma | 6937 | 6630 | 6467 | 6356 | 6432 | 6358 |
|               | 2014 | 2017 | 2019 | 2021 | 2022 | 2023 |